# Claudia Sainte–Luce
Claudia Sainte–Luce   (Veracruz, 1982) és una directora de cinema i guionista mexicana. Reconeguda pel seu llargmetratge del 2013, Los insólitos peces gato, amb el qual va guanyar el Premio del Jurado Joven a Millor Pel·lícula al Festival Internacional de Cinema de Locarno i el Premi FIPRESCI de la Crítica Internacional de Festival Internacional de Cinema de Toronto, entre d'altres

## Biografia
Va estudiar Arts Audiovisuals a la Universitat de Guadalajara, d'on va egressar en 2004.

## Trajectòria professional
Va treballar com a assistent de producció en anuncis televisius i en sèries com Capadocia i Terminals i en les pel·lícules Te extraño i Te presento a Laura. Entre 2005 i 2008 va treballar en sus curtmetratges Muerte anunciada (2005) i El milagrito de Sant Jacinto (2007). La seva òpera primera Los insólitos peces gato (Els insòlits peixos gat, 2013) va tenir bona recepció i es va presentar en diversos festivals i mostres de Mèxic i el món, guanyant diversos premis.

## Filmografia
- 2013 - Los insólitos peces gato (Els insòlits péces gat)
- 2016 - La caja vacía (La caixa buida)
- 2022 - El reino de Dios

## Premis i reconeixements
- Premi del Jurat Jove a Millor Pel·lícula en el Festival Internacional de Cinema de Locarno per Los insólitos peces gato[1]
- Guanyadora de la categoria Mèxic Primer del Baixa Film Festival per Los insólitos peces gato[2]
- Premi FIPRESCI de la Crítica Internacional, Festival Internacional de Cinema de Toronto per Los insólitos peces gato[5][6]
- Primer Premi en la secció Primer Tall de Finestra Sud 2012 per Los insólitos peces gato[5]
- Premi del Jurat del Festival de Gijón 2013 per Los insólitos peces gato
- Premi Nous Directors del Festival de San Francisco per Los insólitos peces gato
- Nominada al Premi Ariel en 2013 a la Millor Direcció per Los insólitos peces gato